# Аурімас Ланкас
Аурімас Ла́нкас (лит. Aurimas Lankas, нар. 7 вересня 1985, Шяуляй) — литовський спортсмен-веслувальник, що спеціалізується на спринті.

## Участь у міжнародних змаганнях
Брав участь у Чемпіонаті Європи з веслування 2014 у Бранденбурзі, де в парі з Едвінасом Раманаускасом виграв бронзові медалі у перегонах байдарок-двійок на дистанції 200 м. На Чемпіонаті світу з веслування того ж року Раманаускас і Ланкас посіли лише 5-те місце.
На Олімпіаді 2016 у Ріо-де-Жанейро Ланкас у парі з Раманаускасом завоював бронзову медаль на перегонах байдарок-двійок на дистанції 200 м.